# Porcjunkula
Artykuł ten został zgłoszony do umieszczenia na stronie głównej w rubryce „Czy wiesz”.
Pomóż nam go sprawdzić: oceń zgłoszoną nominację.
Porcjunkula (łac. portiuncula, pol. mała cząsteczka, skrawek gruntu) – średniowieczna kaplica pod wezwaniem Matki Boskiej Anielskiej we wnętrzu bazyliki Matki Bożej Anielskiej pod Asyżem.
Kaplicę, znajdującą się około 2 km od Asyżu, otrzymał od benedyktynów w XIII wieku św. Franciszek z Asyżu. Na podarowanym terenie powstały szałasy jego naśladowców. Kościółek stał się po śmierci świętego miejscem jego kultu. Sanktuarium związane jest z ustanowieniem tzw. odpustu Porcjunkuli.

## Historia
Pierwotnie teren Porcjunkuli, nazwa odnotowana w dokumencie zachowanym w archiwum kościoła św. Rufina w Asyżu z 1045 roku, należał przynajmniej w części do benedyktynów z góry Subasio. Chociaż nazwa oznacza dosłownie „mała część”, była to w średniowieczu znaczna posiadłość leżąca u zbiegu obszaru różnych księstw na zachód od Asyżu. Na terenie Porcjunkuli znajdowały się lasy, pola uprawne i tereny bagniste. Zachował się dokument, który w 1198 roku odnosił nazwę Porcjunkula do opuszczonej kaplicy dedykowanej Matce Boskiej Anielskiej i sąsiadujących ubogich zabudowań gospodarczych. Archiwalium to nawiązuje do pism wcześniejszych. Tomasz z Celano w Życiorysie pierwszym św. Franciszka, napisanym 1228–1229 określa kaplicę w Porcjunkuli przed przybyciem franciszkanów jako przez wszystkich opuszczoną.
Po odbudowaniu asyskich kościołów św. Damiana i św. Piotra Franciszek odnowił kaplicę Porcjunkuli (lata 1206–1208). Życiorys pierwszy podaje jako powód podjętych prac nabożną cześć dla Matki Boskiej. Podczas eucharystii odprawianej w Porcjunkuli Franciszek usłyszał perykopę o wymogach Królestwa Niebieskiego (Mt 10,7-10). Po mszy poprosił duchownego o jej wyjaśnienie. Następnie uszył dla siebie zgrzebny, szorstki strój w formie krzyża i przepasał się powrozem. Podjął drogę życia radykalnego. W Porcjunkuli przystąpili do Franciszka pierwsi towarzysze, zapoczątkowany został zakon franciszkański. Liczne epizody z życia samego Franciszka jak i pierwszych braci nastąpiły w Porcjunkuli. Zdaniem Bonawentury z Bagnoregio Porcjunkula była miejscem umiłowanym dla Franciszka. Święty zmarł w Porcjunkuli 4 października 1226 roku.

## Kopie
Kopia kaplicy Porcjunkuli znajduje się w ogrodach Klasztoru Franciszkanów w Waszyngtonie.
W 1987 roku powstała kopia Porcjunkuli przy Uniwersytecie Franciszkańskim w Steubenville w Stanach Zjednoczonych.
Wierna kopia Porcjunkuli znajduje się w obrębie zespołu kościelno-klasztornego oo. franciszkanów-reformatów w Wieliczce. Kapliczkę poświęcił 11 czerwca 2000 roku kardynał Franciszek Macharski.
Kardynał William J. Levada poświęcił kopię asyskiej Porcjunkuli w San Francisco 27 września 2008 roku.

## Odpust Porcjunkuli
Odpust zupełny w Kościele katolickim, w tym w zakonach i zgromadzeniach franciszkańskich obchodzony jest 2 sierpnia w uroczystość patronki Porcjunkuli – Matki Bożej Anielskiej.
Św. Franciszek z Asyżu gorąco prosił Boga o łaskę zbawienia wszystkich ludzi. Objawili mu się Jezus i Maryja, obiecując mu, że kto z wiernych chrześcijan nawiedzi kapliczkę Porcjunkuli pw. Matki Bożej Anielskiej od I nieszporów, czyli zachodu słońca 1 sierpnia do II nieszporów, czyli zachodu słońca 2 sierpnia (Uroczystość Matki Bożej Anielskiej), ten dostąpi łaski odpustu zupełnego odpuszczenia win za wszystkie swoje grzechy i darowania przed Bogiem kary doczesnej za grzechy, ale musi się z nich szczerze wcześniej wyspowiadać, otrzymując ważnie sakramentalne rozgrzeszenie. Ponieważ trudno było wiernym z odległych stron świata spełnić te warunki, więc Kościół zatwierdził, że Odpustu Porcjunkuli mogą dostąpić wszyscy bracia i siostry należący do któregoś z trzech zakonów franciszkańskich, którzy od zachodu słońca 1 sierpnia do zachodu słońca 2 sierpnia nawiedzą dowolny kościół franciszkański, przy którym pełnią posługę duchową zakonnicy franciszkańscy.
Paweł VI swoją konstytucją apostolską Indulgentiarum Doctrina w 1967 roku rozciągnął przywilej uzyskania odpustu pełnego najpierw na franciszkanów, później na benedyktynów i na cały Kościół.
Każdy, kto w tym dniu (2 sierpnia) nawiedzi kościół franciszkański bądź parafialny, spełniając zwykłe warunki konieczne do uzyskania odpustu, zyskuje odpust zupełny.
Warunki uzyskania odpustu za nawiedzenie kościoła to stan łaski uświęcającej oraz modlitwa w intencjach (ogólnej i ewangelizacyjnej), w których w danym miesiącu modli się papież.